# Claire Gallois
Pour les articles homonymes, voir Gallois (homonymie), Renard (homonymie) et Claire Renard.
Claire Renard dite Claire Gallois, née le 8 octobre 1937 à Boulogne-Billancourt (Seine) et morte le 18 novembre 2024 à Paris,,, est une femme de lettres française et critique littéraire.

## Biographie

### Famille
Claire Renard est née le 8 octobre 1937 à Boulogne-Billancourt. Elle est la mère du romancier Swann de Guillebon, né en 1972,.
Jusqu'à l’âge de six ans, elle est élevée par une nourrice, Yaya, dans la Creuse, à laquelle elle est ensuite retirée pour être ramenée dans un appartement bourgeois de Paris. Elle raconte cet épisode dans son livre Et si tu n'existais pas (2017).

### Formation
À neuf ans, Claire Gallois est pensionnaire à l'ensemble scolaire Notre-Dame « Les Oiseaux », établissement d'enseignement privé sous tutelle de la congrégation des Chanoinesses de Saint-Augustin de la congrégation Notre-Dame, situé à Verneuil-sur-Seine. Elle est ensuite lycéenne au lycée Molière à Paris,,.

### Carrière
Claire Gallois est écrivain à partir de 1965 et chroniqueur littéraire dans des magazines Paris Match, Elle, Marie-Claire ainsi que pour le quotidien Le Figaro.
Elle est membre depuis 1984 du jury du Prix Femina et depuis 2005 de la Commission nationale consultative des droits de l'homme,.
En 1997, son éditeur Albin Michel la licencie. Claire Gallois s'inscrit à l'ANPE et publie l'année suivante L'Honneur du chômeur dont elle verse les revenus à l'association Agir ensemble contre le chômage
,.

### Controverse sur les jeux vidéo
Dans une chronique publiée dans Le Point fin novembre 2012, Claire Gallois s'attaque aux jeux vidéo, qui créeraient d'après elle de la violence et des tueurs, et propose par conséquent la mise en place d'une taxe spécifique. Cette position fait l'objet de railleries et de critiques,.

## Publications
- À mon seul désir, Buchet-Chastel, 1965, réédité en 1992
- Des roses plein les bras, Buchet-Chastel, 1966
- Une fille cousue de fil blanc, Buchet-Chastel, 1970, réédité en 1995
- Jérémie la nuit, Buchet-Chastel, 1976
- La Vie n'est pas un roman, Grasset, 1978
- Le Cœur en quatre, Grasset, 1981 — Prix Anaïs-Ségalas 1982
- Et si on parlait d'amour, Seuil, 1985
- L'Homme de peine, Grasset, 1989, réédité en 1991 — roman inspiré de la vie de Matthieu Galey
- Les Heures dangereuses, Grasset, 1992
- La Grosse et la Maigre, Albin Michel, 1994
- La Dernière Nuit quand j'étais jeune, Albin Michel, 1995
- Trahisons sincères, L'Olivier, 1997
- L'Honneur du chômeur, Denoël, 1998
- L'Empreinte des choses cassées, Grasset, 2008
- Vivre libre, L’Éditeur, 2011
- Moi Président, Stock, 2014
- Et si tu n'existais pas, Stock, 2017
- Alias, Flammarion, 2021

## Décorations et distinctions
Claire Gallois est nommée chevalier de l'ordre national de la Légion d'honneur le 1er janvier 1998 et promue officier dans l'ordre national du Mérite en mai 2012. Elle a reçu le prix de la vocation en 1965 et l’Académie française lui décerne le prix Anaïs-Ségalas en 1982 pour son ouvrage Le cœur en quatre.